# Ronny Reich

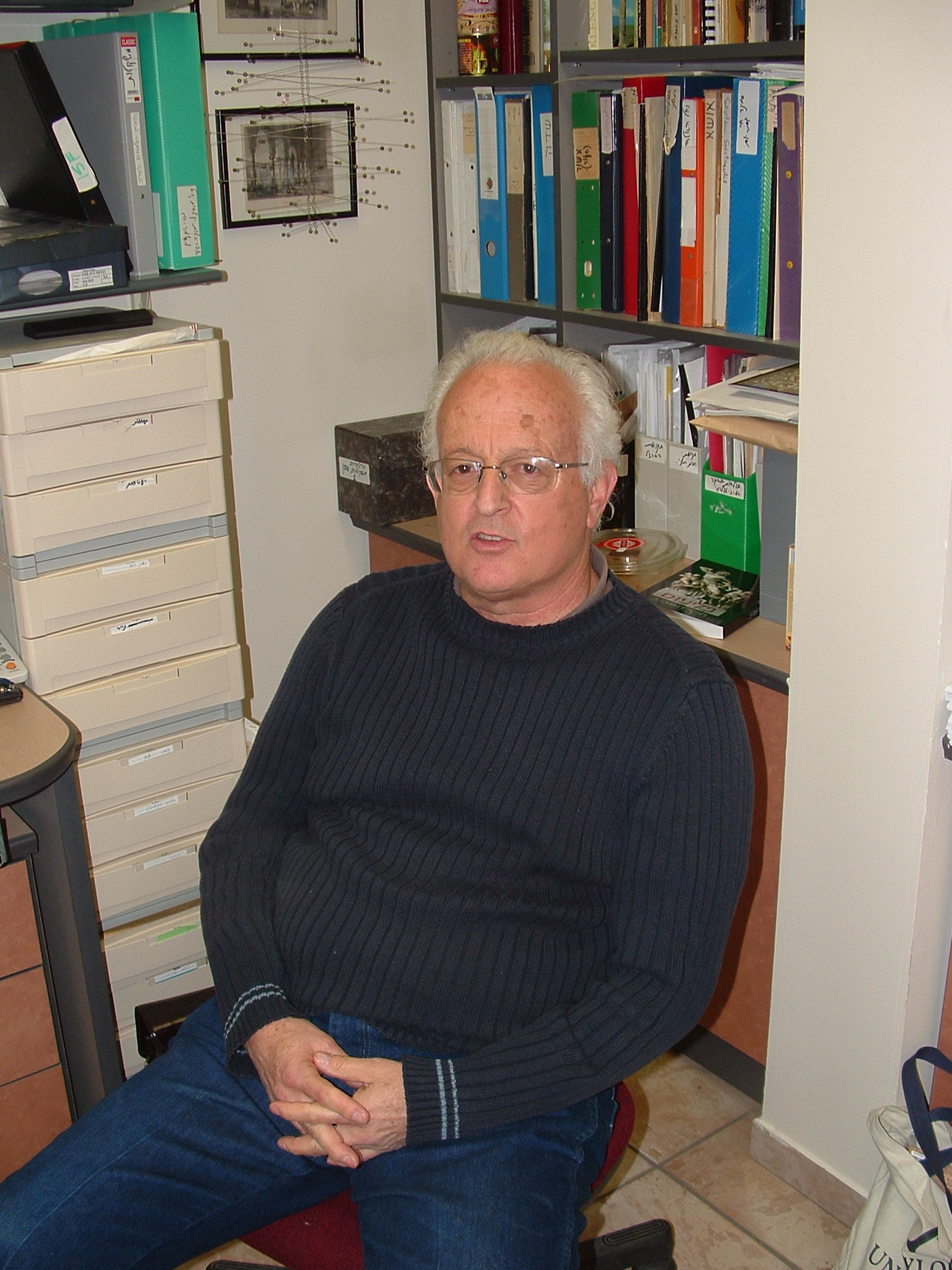
Ronny Reich

Ronny Reich (* 31. März 1947 in Rechovot) ist ein israelischer Archäologe österreichischer Abstammung, der besonders durch seine Ausgrabungen in der Jerusalemer Altstadt bekannt wurde.

## Leben
Ronny Reichs Mutter Herta Reich, geb. Eisler, stammte aus dem österreichischen Mürzzuschlag. Sie war die einzige überlebende Österreicherin des Kladovo-Transports. Ihren Mann Romek Reich lernte sie auf ihrer sechs Jahre dauernden Flucht kennen und heiratete ihn 1941. 1944 konnten sie schließlich nach Palästina einreisen. Romek Reich fiel im Juli 1948 bei Ludd im Zuge des Palästinakriegs.
Reich studierte Archäologie und Geographie an der Hebräischen Universität in Jerusalem. Seine Magisterarbeit bei Jigael Jadin behandelte assyrische Architektur im Land Israel (1975). Über dieses Thema veröffentlichte er später einige Aufsätze.
Seine Mitarbeit bei den Ausgrabungen im jüdischen Viertel der Altstadt von Jerusalem (1969–1978) unter der Leitung von Nahman Avigad, bewirkten eine Änderung seiner Interessen, weg von der Eisenzeit, hin zur frühen römischen Zeit. Er beendete 1990 seine Dissertation mit dem Titel „Mikwa'ot in Eretz Israel in den Zeiten des Zweiten Tempels, Mischna und Talmud“ bei Nahman Avigad und Israel L. Levine. Die Arbeit ist begründet auf Funden von der Ausgrabung im jüdischen Viertel.
Zwischen 1978 und 1995 war Reich in der israelischen Antiken-Behörde (Israel Department of Antiquities and Museums Israel, später Israel Antiquities Authority) als Leiter des wissenschaftlichen Archivs (1978–1985) und des Gebiets Archäologie (1986) tätig. 1995 verließ Reich die Antiken-Behörde und wurde Dozent für Klassische Archäologie an der Universität Haifa. 2002 wurde er zum 'Associate' Professor und 2006 zum 'Full' Professor befördert. Von 2002 bis 2005 leitete er die archäologische Abteilung.

## Ausgrabungen und Entdeckungen
Ab 1989 begann Reich mit eigenen Ausgrabungen. Alle seine Ausgrabungen führte er in der Jerusalemer Altstadt durch:
- Gräber aus der späten Eisenzeit und die Byzantinische Zeit in der Mamillagegend. Hier wurde ein Massengrab der christliche Bevölkerung Jerusalems entdeckt, die von den Sassaniden 614 n. Chr. umgebracht wurden. Andere Funde sind ein extramurales Viertel der Byzantinischen Stadt mit einer Therme. Unmittelbar unter der Osmanischen Stadtmauer wurde ein langes Segment der Ayyubidischen Stadtmauer vom 13. Jh. n. Chr. freigelegt.
- Zwischen 1994 und 1996, gemeinsam mit Ya'akov Billig, wurde ein 70 m langer Teil der Herodianischen Straße entlang der westlichen Mauer des Tempelberges unter dem Robinson-Bogens ausgegraben und freigelegt. Durch den Fund von Münzen konnte gezeigt werden, dass das Pflaster frühestens unter Pontius Pilatus (26–36 n. Chr.) verlegt wurde.[2] Gemeinsam mit Yuval Baruch wurde ein kleines Areal an der südlichen Mauer des Tempelberges ausgegraben, bei den östlichen Hulda-Toren.
- Seine wichtigste Ausgrabung und Leistung wurde zwischen 1995 und 2010 ausgeführt, gemeinsam mit Eli Shukron, am Südost-Hügel der Stadt, identifiziert mit der Davidsstadt. Am Südwesthang der Davidsstadt wurde der östliche Teil eines steingebauten Teiches freigelegt. Der Teich wurde mit dem Teich von Siloah identifiziert, der im Neuen Testament (Joh 9,11 EU) erwähnt ist. Daneben wurde das südliche Ende der Hauptstraße der herodianischen Stadt freigelegt und der Hauptentwässerungskanal darunter. Der Kanal (die eigentliche cloaca maxima der Herodianischen Stadt) wurde danach freigelegt bis neben dem Tempelberg (ca. 600 m lang) und ist heute zugänglich.
- Durch den Fund von Münzen im Bereich des Robinson-Bogens in zwei verfüllten Mikwaot, von denen eine bis unter die Westmauer reichte, konnten Eli Shukron und er 2001 zeigen, dass mindestens der südliche Teil der Westmauer, die die sogenannte Klagemauer miteinschließt, keinesfalls unter Herodes dem Großen (73–4 v. Chr.), sondern frühestens während der Amtszeit des Präfekten Valerius Gratus (15–26 n. Chr.) grundgelegt wurde.[2]
- Besonders wichtig sind die Ausgrabungen neben der Gihonquelle an der östlichen Seite der Stadt. Hier wurden mehrere Teile des sogenannten „Warren-Schachts“ freigelegt, der im Jahr 1867 entdeckt wurde. Es sind Teile einer gewaltigen Befestigung (erhalten bis 7 m Dicke, und bis 8 m Höhe) und dazu unbekannte, aus dem Felsen gehauene Installationen. Diese Funde ermöglichten eine neue Interpretation für den Bau und die Funktion der Wasseranlage der mittelbronzezeitlichen Stadt (MBZ II, 18.–17. Jahrhundert v. Chr.) der Stadt. Es wurde gezeigt, dass der Warren-Schacht selber nicht ein Teil der Anlage war. Dagegen wurde eine große teichartige Anlage gefunden, wo das Wasser geschöpft wurde.
- Eine weitere wichtige Entdeckung bei der Quelle war ein großer antiker Abfallhaufen. Durch sorgfältiges Sieben wurde eine große Anzahl von Siegelabdrücken (mit graphischen Darstellungen, keine semitischen Buchstaben) und eine sehr große Menge von Fischknochen gefunden, datiert zum Ende des 9. Jahrhunderts und Anfang des 8. Jahrhunderts v. Chr.

## Auszeichnungen
- 2000 Jerusalem-Preis für Archäologie
- 2012 Österreichisches Ehrenkreuz für Wissenschaft und Kunst I. Klasse

## Schriften (Auswahl)
- Invitation to Archaeology, Chapters in Theoretical Archaeology, Dvir Publishing House, Tel-Aviv, 1995 (hebräisch).
- Excavating the City of David: Where Jerusalem's History Began, The Israel Exploration Society, Jerusalem, 2011 (2011 wurde auch eine hebräische Version veröffentlicht, von Yad Ben Zvi Institute, Jerusalem).
- Miqwa’ot (Ritual Baths) in the Second Temple, Mishnah and Talmud Periods (Hebrew), Based on my Ph.D., Ben-Zvi Institute, Jerusalem (im Druck).
- Excavations in the City of David, Jerusalem (1995–2010), Israel Antiquities Authority, Jerusalem, 2021, mit Eli Shukron.

## Übersetzungen
Reich übersetzte Texte zur alten Architektur und Kunst, Theaterstücke und Gedichte ins Hebräische.
- Bertolt Brecht: Flüchtlingsgespräche (1996)
- Andrea Palladio: I Quatro Libri dell’Architettura (2000)
- Jacopo Barozzi da Vignola: Regola delli Cinque Ordini d’Architettura (2002)
- Ross King: Brunelleschi's Dome (2003)
- Christian Morgenstern: Galgenlieder (2004)
- Louis Hugues Vincent: Underground Jerusalem (2008)
- Plinius der Ältere: Naturalis historia (Bücher 33–37) (2009)
- Herta Reich: Zwei Tage Zeit, die Flucht einer Mürzzuschlager Jüdin (1938–1944) (2009)
- Fredrick Jones Bliss and Archibald Dickie, Excavations at Jerusalem 1894–1897 (2010)